# SIM-ROBTEC
SIM-ROBTEC — российский робот-разведчик.
Гусеничный робот небольшого размера. Робот оснащен видеокамерой, визуальная информация сразу же передается в центр управления. Комплектуется одним манипулятором.

## Тактико-технические характеристики
- размеры: 64 x 56 x 20 cm
- вес: 9 — 16 kg
- оперативный радиус: 450 m
- максимальная скорость: 5 km/h
- способность преодоления ступенек/лестниц
- влагозащитное исполнение